# Mező József
Mező József (Hajdúsámson, 1957. április 11. –) labdarúgó, kapus, edző.

## Pályafutása
14 évesen a Debreceni Téglagyár csapatában kezdte a labdarúgást. 1973 és 1977 között a Debreceni MTE játékosa volt. Sorkatonai szolgálata alatt a Honvéd Papp József SE csapatában szerepelt és tagja volt a katonaválogatottnak. 1979 és 1982 között a Debreceni USE együttesében védett. 1982-ben szerződött a Debreceni MVSC-hez, ahol egy évtizeden át volt a csapat kapusa. Tagja volt 1986-ban a Közép-európai kupában ezüstérmes csapatnak. Az utolsó debreceni idényében, 1992–93-ban NB II-es bajnokként búcsúzott a Lokitól.
1993 és 1995 között már játékosedzőként tevékenykedik Vámospércsen. Ezt követően Hajdúsámsonon és Sényőn védett. Közben a Debreceni Sportiskolában edzőként is dolgozott. Az 1996–97-es idényben egy évre visszatért a másodosztályú Nyíregyháza csapatában a profi labdarúgáshoz. Ezután még védett Kislétán, Tarpán és Jánkmajtison. 2004-ben fejezte az aktív labdarúgást. Eközben folyamatosan az Olasz Focisuliban dolgozott edzőként. 1997 és 1999 között és 2004 óta a Debreceni VSC kapusedzője. 2010-ig ez első csapatnál dolgozott, azóta az utánpótlás csapatnál tevékenykedik.

## Sikerei, díjai
- Közép-európai kupa
  - 2.: 1986
- Magyar bajnokság – NB II, Keleti csoport
  - bajnok: 1992–93